# 新洛思羅普 (密歇根州)
新洛思羅普（英語：New Lothrop）是位於美國密歇根州夏厄沃西縣黑澤爾頓鎮區的一個村。

## 人口
根據2020年美國人口普查的數據，新洛思羅普的面積為2.25平方千米，當中陸地面積為2.24平方千米，而水域面積為0.01平方千米。當地共有人口565人，而人口密度為每平方千米251人。